# Alguien soy yo
Somebody's Me / Alguien soy yo  es una canción interpretada por el cantautor español Enrique Iglesias, fue lanzada por la empresa discográfica Interscope Records el 16 de julio de 2007 como el segundo sencillo  del octavo álbum de estudio y cuarto realizado en inglés Insomniac (2007).

## Video musical
El video musical fue dirigido por Anthony Mandler e incluye a Saray Givati, una famosa modelo israelí y fue filmado en las calles de Los Ángeles, en junio de 2007. El video sigue a Iglesias entrando a un apartamento de estudio y a él besando a su enamorada en una bañera y ambos de ellos simulando hacer el amor. También en el video hay escenas de ellos encontrándose en una calle vacía y una escena donde él juegan a las cartas mientras ella hace un retrato de él. Si Iglesias está recordando a su enamorada o imaginándola no está muy claro en el video, no obstante, algunos fanes sienten que el video representa un inminente quiebre que ambos personajes sufrirán.
Iglesias mostró el video en una aparición en el MTV Total Request Live el 14 de agosto de 2007. Durante la aparición Iglesias declaró que MTV censuró algunas partes del video por ser consideradas demasiado sexuales. Más tarde una versión sin censura fue subida al canal oficial de Iglesias en Youtube bajo el nombre "Somebody's Me: Directors Cut".
- Video musical sin censura de Somebody's Me en Youtube.com

## Posicionamiento
| Listas (2007)                         | Posición |
| ------------------------------------- | -------- |
| U.S. Billboard Billboard Hot 100      | 106      |
| U.S. Billboard Pop 100                | -        |
| U.S. Billboard Hot Adult Contemporary | 17       |
| U.S. Billboard Hot Dance Club Play    | 6        |
| U.S. Billboard Hot Latin Songs        | 4        |
| Canadian Hot 100                      | 31       |
| México Top 100 Singles Chart          | 7        |